# Meryl Streep

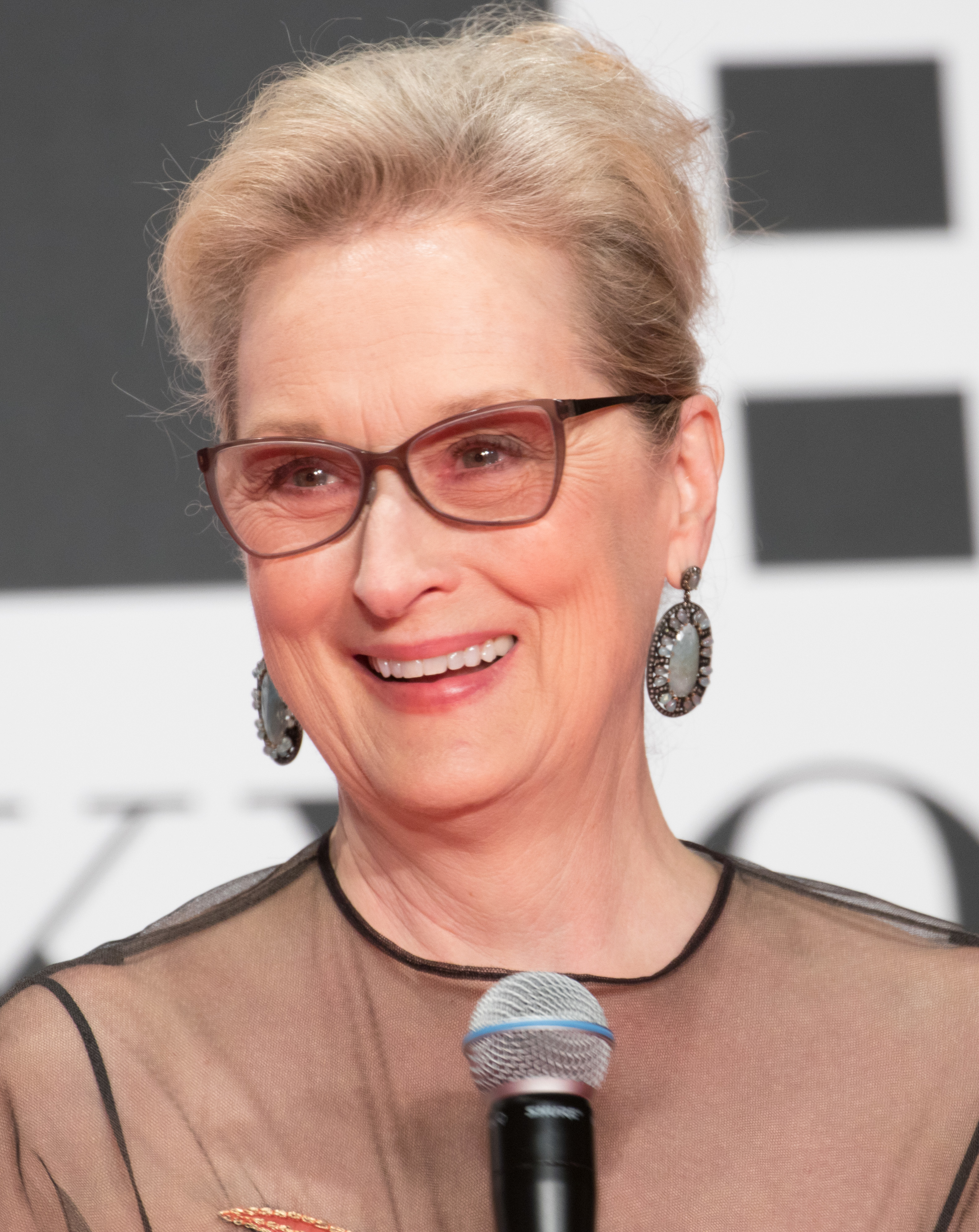
Meryl Streep (2016)

Mary Louise „Meryl“ Streep (* 22. Juni 1949 in Summit, New Jersey) ist eine US-amerikanische Schauspielerin. Nach ersten Theaterarbeiten feierte sie Ende der 1970er Jahre ihren internationalen Durchbruch mit dem Fernsehmehrteiler Holocaust und den Kinoproduktionen Manhattan, Die durch die Hölle gehen und Kramer gegen Kramer. Seitdem gilt die dreifache Oscar-Preisträgerin – bei insgesamt unübertroffenen 21 Nominierungen – als eine der gefragtesten sowie künstlerisch erfolgreichsten Filmdarstellerinnen der Welt. Zu ihren größten kommerziellen Erfolgen zählen unter anderem Sophies Entscheidung, Jenseits von Afrika, Der Tod steht ihr gut, Die Brücken am Fluß, Lemony Snicket – Rätselhafte Ereignisse, Der Teufel trägt Prada, Mamma Mia!, Julie & Julia, Wenn Liebe so einfach wäre, Die Eiserne Lady und Into the Woods.

## Privatleben
Mary Louise Streeps Mutter, Mary Wolf Wilkinson, war Grafikerin. Ihr Vater, Harry William Streep, Jr., war Führungskraft in einem Pharmaunternehmen. Ihre deutschen Ururgroßeltern, Gottfried Streeb und Christiana Rosina geborene Zeltmann, stammten aus dem damals württembergischen Loffenau. Einer ihrer Urgroßväter väterlicherseits, Balthasar Wilhelm Huber, stammte aus Kerns in der Schweiz. Sie hat zwei jüngere Brüder, Harry William III und Dana David Streep. Ihre Wurzeln mütterlicherseits liegen in Pennsylvania und Rhode Island, wo sich vor acht Generationen einer ihrer Vorfahren, der Brite Lawrence Wilkinson, als einer der ersten Europäer ansiedelte.
Meryl Streep wuchs in der Nähe von Bernardsville (New Jersey) auf. Später studierte sie Drama am Vassar College in New York. Sie schloss ihr Studium mit einem Master of Fine Arts der School of Drama an der Universität Yale ab.

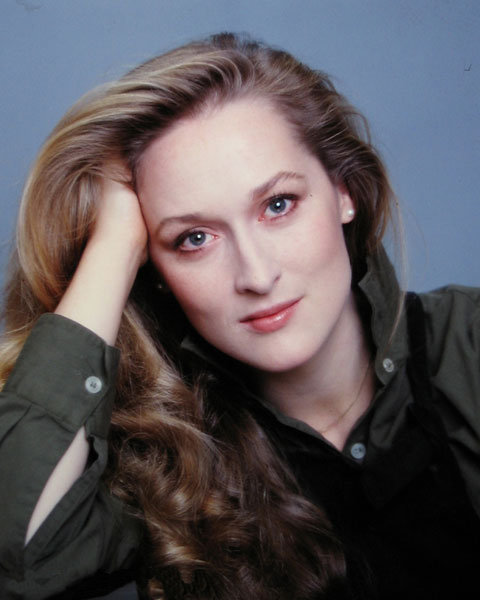
Meryl Streep (Foto von Jack Mitchell, Mitte/Ende der 1970er Jahre)

Von 1976 an war Streep in einer Beziehung mit ihrem Schauspielerkollegen John Cazale. Dieser starb im März 1978 an Lungenkrebs. Meryl Streep pflegte ihn bis zu seinem Tod.
Am 30. September 1978 heirateten Meryl Streep und der Bildhauer Don Gummer. Der Ehe entstammen vier Kinder: Henry Wolfe, Mary Willa („Mamie“), Grace Jane und Louisa Jacobson Gummer. In den 2010er Jahren trennten sich Streep und Don Gummer.
Im Juni 2009 wurde ihr von der Princeton University der Ehrendoktor „Doctor of Fine Arts“ verliehen.

## Karriere
Im Jahr 1977 begann sie ihre Film-Karriere mit einer Rolle in Julia, es folgte die TV-Mini-Serie Holocaust – Die Geschichte der Familie Weiss, für den Streep einen Emmy als beste Hauptdarstellerin gewann. 1978 spielte sie in dem Antikriegsfilm Die durch die Hölle gehen und wurde für ihre Leistung mit einer Oscar-Nominierung für die Beste weibliche Nebenrolle belohnt. Woody Allen besetzte sie 1979 in seinem Film Manhattan, im selben Jahr übernahm sie eine tragende Nebenrolle an der Seite von Dustin Hoffman im Scheidungsdrama Kramer gegen Kramer, für die sie ihren ersten Oscar verliehen bekam.
Meryl Streep setzte ihre Karriere in den 1980er Jahren sehr erfolgreich fort, unter anderem mit Rollen in Die Geliebte des französischen Leutnants, dem Drama Silkwood, Jenseits von Afrika, Wolfsmilch und Grüße aus Hollywood. Für die Rolle der polnischen Einwanderin und ehemaligen KZ-Insassin Sophie in Sophies Entscheidung wurde sie im Jahr 1983 zum zweiten Mal mit dem Oscar ausgezeichnet.
Meryl Streeps erfolgreichste Filmcharaktere sind emotional reife Frauen, die durch äußere Anlässe gezwungen werden, ihr Lebenskonzept zu überdenken, das sie selbst für unerschütterlich gehalten hatten. Anfang der 1990er Jahre wurde ihr – trotz einhelliger Anerkennung ihres handwerklichen Könnens – von einigen Kritikern vorgeworfen, sie sei auf die Darstellung „kühler“ Charaktere festgelegt, deren Menschlichkeit sich dem Publikum nicht unmittelbar erschließe. Möglicherweise war dies der Grund dafür, dass ihre Rollen in den folgenden Jahren über eine größere Bandbreite verfügten, so zum Beispiel in der Farce Der Tod steht ihr gut an der Seite Goldie Hawns, in der Verfilmung von Isabel Allendes Das Geisterhaus, 1995 in Die Brücken am Fluss (vielfach als ihr großes Comeback betrachtet), Am wilden Fluss – ihr erster und bislang einziger Actionfilm – oder auch in der Komödie Die Teufelin. Dies heißt jedoch nicht, dass sie ihrer Bedeutung als einer der ganz Großen der Branche nicht mehr gerecht würde, was sie mit ihren Darstellungen in Marvins Töchter oder auch in Music of the Heart eindrucksvoll unterstrich – für letztgenannten Film lernte sie sogar Violine spielen. Im Jahr 1997 spielte sie im Fernsehfilm Solange es noch Hoffnung gibt an der Seite von Fred Ward, mit dem sie bereits 1983 in Silkwood zusammengearbeitet hatte. Dies war der erste „ernste“ Film des Komödien-Regisseurs Jim Abrahams.
In jüngster Zeit sprach Meryl Streep hin und wieder in den englischen Originalfassungen verschiedener Zeichentrickfilme, so in einigen Folgen der Simpsons oder King of the Hill und lieh ihre Stimme der Blue Fairy (Blaue Fee) in A.I. – Künstliche Intelligenz von Steven Spielberg. Des Weiteren spielte sie an der Seite von Nicolas Cage in Adaption. und gleich vier Rollen in der HBO-Fernsehfassung von Tony Kushners Sechs-Stunden-Stück Engel in Amerika. Mit den Oscar-Gewinnerinnen Nicole Kidman und Julianne Moore spielte sie in The Hours – Von Ewigkeit zu Ewigkeit. Ebenfalls im Jahre 2004 spielte sie die auf Angela Lansbury zurückgehende Rolle in der Neuverfilmung von Der Manchurian Kandidat und mit Jim Carrey, Emily Browning und Jude Law in Lemony Snicket – Rätselhafte Ereignisse. Im selben Jahr proklamierte die Stadtbezirks-Präsidentin von Manhattan, C. Virginia Fields, den 27. Mai zum „Meryl-Streep-Tag“.
Im August 2001 kehrte Meryl Streep nach fast zwanzig Jahren Abstinenz wieder auf die Bühne zurück, wo sie im Rahmen des „Public Theatre Revivals“ die Rolle der Arkadina in Anton Tschechows Die Möwe spielte. In derselben Aufführung traten unter der Regie von Mike Nichols auch Kevin Kline, Natalie Portman, Philip Seymour Hoffman, Christopher Walken, Marcia Gay Harden sowie John Goodman auf. Die Inszenierung mit ihrem All-Star-Ensemble und die kostenlosen Eintrittskarten übten eine derartig große Anziehungskraft aus, dass die Zuschauer 17 Stunden dafür anstehen mussten. Im Sommer 2006 spielte Meryl Streep am Delacorte Theatre im Central Park die Titelrolle in Bertolt Brechts Mutter Courage und ihre Kinder in einer neuen englischen Übersetzung durch Tony Kushner unter der Regie von George C. Wolfe.

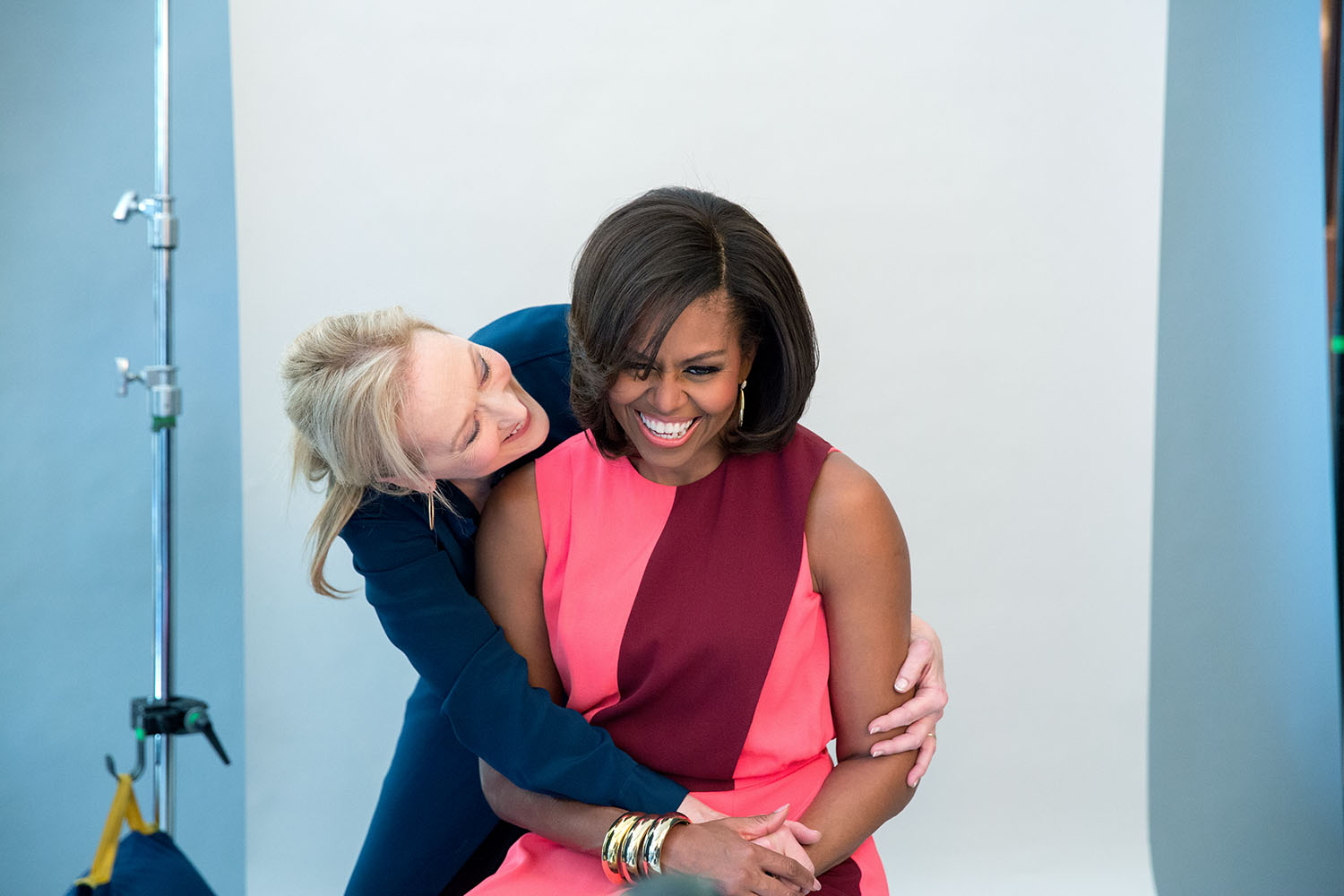
Michelle Obama und Meryl Streep posieren im blauen Raum des Weißen Hauses bei einem Fototermin für das Magazin MORE, 2015.

Im Oktober 2005 kam der Film Couchgeflüster – Die erste therapeutische Liebeskomödie mit Streep in die US-amerikanischen Kinos. In diesem Film spielt sie die komische Rolle einer Therapeutin an der Seite von Uma Thurman und Bryan Greenberg. 2006 kamen die Filme Last Radio Show und Der Teufel trägt Prada, eine Komödie mit Anne Hathaway, heraus. Für Letzteren wurde Streep erneut mit einer Oscar-Nominierung gewürdigt. In dem Film Lucas, der Ameisenschreck sprach sie in der englischen Fassung die Ameisenkönigin. 2007 wurde der Film Spuren eines Lebens vorgestellt, in dem Streep als alte Freundin von Vanessa Redgrave eine irische Familiengeschichte miterzählte. Im selben Jahr war sie neben Tom Cruise und Robert Redford (auch Regie) in dem Politthriller Von Löwen und Lämmern zu sehen.
In der Musicalverfilmung Mamma Mia! trat Meryl Streep im Sommer 2008 in der Hauptrolle als Donna auf, die unmittelbar vor der Hochzeit ihrer Tochter mit deren drei potenziellen Vätern konfrontiert wird. Die Lieder des verfilmten Bühnenstücks basieren auf Kompositionen der Popgruppe ABBA und wurden von Streep und den übrigen Darstellern des Films selbst eingesungen. Streeps Version von Mamma Mia wurde im Jahr 2021, sowie Super Trouper im Jahr 2024 mit jeweils einer Silbernen Schallplatte in Großbritannien ausgezeichnet. Im selben Jahr spielte sie in Glaubensfrage die Direktorin einer katholischen Schule, die einen Fall von sexuellem Missbrauch von Kindern vermutet.
Streep zählt laut dem amerikanischen Forbes Magazine nach wie vor zu den am besten verdienenden Schauspielerinnen in Hollywood. Zwischen Juni 2007 und Juni 2008 erhielt sie Gagen in Höhe von 16 Mio. US-Dollar und rangiert damit auf Platz acht u. a. hinter Cameron Diaz.
Im Jahr 2011 drehte sie mit Die Eiserne Lady eine Filmbiografie über die ehemalige britische Premierministerin Margaret Thatcher, für die sie ihren dritten Oscar erhielt. Ihre Gage in Höhe von 1 Million Dollar spendete sie an das America’s National Women’s History Museum, dessen überzeugte Förderin sie ist.
Im Sommer 2015 kam die Tragikomödie Ricki – Wie Familie so ist des Regisseurs Jonathan Demme mit Streep in der Hauptrolle in die Kinos. In dieser verkörpert sie die Hard-Rock-Musikerin Ricki, die sich nach dem Höhepunkt ihrer Karriere wieder mit ihrer Familie, welche sie während ihrer erfolgreichen Laufbahn vernachlässigt hat, versöhnen will. Mit an Streeps Seite spielt ihre Tochter Mamie Gummer, welche dort die Tochter Julie der Protagonistin verkörpert. Im Oktober war der Spielfilm Suffragette auf der großen Leinwand zu sehen, in dem Streep Emmeline Pankhurst, eine Aktivistin der zu Beginn des 20. Jahrhunderts auftretenden Frauenbewegung, spielt. Des Weiteren war Streep gemeinsam mit Hugh Grant in der Hauptrolle des Films Florence Foster Jenkins zu sehen, für den sie ihre 20. Oscar-Nominierung erhielt.
Im Februar 2016 war Streep Präsidentin der Wettbewerbsjury der 66. Internationalen Filmfestspiele Berlin, die den Dokumentarfilm Seefeuer über die Flüchtlingskrise auf der Insel Lampedusa mit dem Hauptpreis auszeichnete.
Neben der Arbeit als Schauspielerin engagierte sich Streep in der Vergangenheit vielfach politisch etwa für die Abrüstung, AIDS-Hilfe, Friedensbewegung, Umwelt, den Kampf gegen die Atomkraft und Armut sowie für die Gleichberechtigung der Frauen in der Filmindustrie. Medial beachtet wurde zuletzt ihre politisch engagierte Rede, die sie bei der Verleihung der Golden Globe Awards 2017 hielt und darin den künftigen US-Präsidenten Donald Trump kritisierte, ohne dabei seinen Namen zu nennen. Dieser nannte sie daraufhin „eine der am meisten überschätzten Schauspielerinnen“.

## Deutsche Synchronstimme
Seit Kramer gegen Kramer war Hallgerd Bruckhaus die Stammsprecherin von Streep. Nachdem sich Bruckhaus Anfang der 1990er Jahre aus der Synchronbranche zurückzog, ist seit Die Brücken am Fluß Dagmar Dempe Streeps deutsche Synchronstimme. In einem ARD-Beitrag anlässlich des 70. Geburtstags von Streep würdigte Dempe sie mit den Worten: „Es ist mir jedes Mal eine Ehre.“

## Auszeichnungen

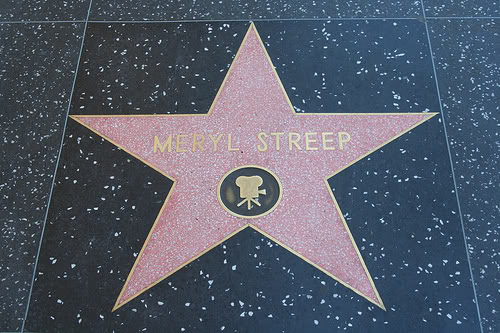
Meryl Streeps Stern auf dem Hollywood Walk of Fame

Im Laufe ihrer bisherigen Karriere erhielt Meryl Streep insgesamt 21 Oscar-Nominierungen, zuletzt im Jahr 2018 für ihre Rolle als Kay Graham in Die Verlegerin. Davon waren 17 Nominierungen in der Kategorie „Beste Hauptdarstellerin“ und vier in der Kategorie „Beste Nebendarstellerin“. Sie hält damit den Rekord als meistnominierte Schauspielerin aller Zeiten, noch vor Katharine Hepburn und Jack Nicholson mit je zwölf Nominierungen. Streep gewann den Oscar bisher dreimal: als „beste Nebendarstellerin“ für Kramer gegen Kramer (1979) und als „beste Hauptdarstellerin“ für Sophies Entscheidung (1983) und Die Eiserne Lady (2012). Weiterhin gewann sie acht Golden Globe Awards (bei über 30 Nominierungen), während ihr für 2017 von der Hollywood Foreign Press Association auch der Cecil B. deMille Award für ihr Lebenswerk zuerkannt wurde. Damit ist sie die am häufigsten mit einem Golden Globe prämierte Schauspielerin. Im Jahr 1999 wurde sie in die American Academy of Arts and Sciences gewählt. Seit 2010 ist sie Ehrenmitglied der American Academy of Arts and Letters. 2011 wurde ihr der Kennedy-Preis verliehen.
2024 wurde ihr die Goldene Ehrenpalme der Internationalen Filmfestspiele von Cannes 2024 zuerkannt.

## Filmografie
Kinofilme
- 1975: Everybody Rides the Carousel (Stimme)
- 1977: Julia
- 1978: Die durch die Hölle gehen (The Deer Hunter)
- 1979: Manhattan
- 1979: Die Verführung des Joe Tynan (The Seduction of Joe Tynan)
- 1979: Kramer gegen Kramer (Kramer vs. Kramer)
- 1981: Die Geliebte des französischen Leutnants (The French Lieutenant’s Woman)
- 1982: In der Stille der Nacht (Still of the Night)
- 1982: Sophies Entscheidung (Sophie’s Choice)
- 1983: Silkwood
- 1984: Der Liebe verfallen (Falling in Love)
- 1985: Eine demanzipierte Frau (Plenty)
- 1985: Jenseits von Afrika (Out of Africa)
- 1986: Sodbrennen (Heartburn)
- 1987: Wolfsmilch (Ironweed)
- 1988: Ein Schrei in der Dunkelheit (A Cry in the Dark)
- 1989: Die Teufelin (She-Devil)
- 1990: Grüße aus Hollywood (Postcards from the Edge)
- 1991: Rendezvous im Jenseits – eine himmlische Komödie über das Leben danach (Defending Your Life)
- 1992: Der Tod steht ihr gut (Death Becomes Her)
- 1993: Das Geisterhaus (The House of Spirits)
- 1994: Am wilden Fluß (The River Wild)
- 1995: Die Brücken am Fluß (The Bridges of Madison County)
- 1995: Wunderwelt der Meere (The Living Sea, Sprecherin)
- 1996: Davor und danach (Before and After)
- 1996: Marvins Töchter (Marvin’s Room)
- 1997: Solange es noch Hoffnung gibt (...First Do No Harm)
- 1998: Tanz in die Freiheit (Dancing at Lughnasa)
- 1998: Familiensache (One True Thing)
- 1999: Ginevra’s Story: Solving the Mysteries of Leonardo da Vinci’s First Known Portrait (Erzählerin)
- 1999: Chrysanthemum (Kurzfilm, Erzählerin)
- 1999: Music of the Heart
- 2001: A.I. – Künstliche Intelligenz (A.I. Artificial Intelligence, Stimme)
- 2002: Adaption – Der Orchideen-Dieb (Adaptation.)
- 2002: The Hours – Von Ewigkeit zu Ewigkeit (The Hours)
- 2003: Unzertrennlich (Stuck on You, Kurzauftritt)
- 2004: Der Manchurian Kandidat (The Manchurian Candidate)
- 2004: Lemony Snicket – Rätselhafte Ereignisse (Lemony Snicket’s A Series of Unfortunate Events)
- 2005: Couchgeflüster – Die erste therapeutische Liebeskomödie (Prime)
- 2006: Robert Altman’s Last Radio Show (A Prairie Home Companion)
- 2006: The Music of Regret (Kurzfilm)
- 2006: Der Teufel trägt Prada (The Devil Wears Prada)
- 2006: Lucas, der Ameisenschreck (The Ant Bully, Stimme)
- 2007: Dark Matter
- 2007: Spuren eines Lebens (Evening)
- 2007: Machtlos (Rendition)
- 2007: Von Löwen und Lämmern (Lions for Lambs)
- 2008: Mamma Mia!
- 2008: Glaubensfrage (Doubt)
- 2009: Julie & Julia
- 2009: Der fantastische Mr. Fox (Fantastic Mr. Fox, Stimme)
- 2009: Wenn Liebe so einfach wäre (It’s Complicated)
- 2011: Die Eiserne Lady (The Iron Lady)
- 2012: Wie beim ersten Mal (Hope Springs)
- 2013: Im August in Osage County (August: Osage County)
- 2014: Hüter der Erinnerung – The Giver (The Giver)
- 2014: The Homesman
- 2014: Into the Woods
- 2015: Ricki – Wie Familie so ist (Ricki and the Flash)
- 2015: Suffragette – Taten statt Worte (Suffragette)
- 2016: Florence Foster Jenkins
- 2017: Die Verlegerin (The Post)
- 2018: Mamma Mia! Here We Go Again
- 2018: This Changes Everything
- 2018: Mary Poppins’ Rückkehr (Mary Poppins Returns)
- 2019: Die Geldwäscherei (The Laundromat)
- 2019: Little Women
- 2020: The Prom
- 2020: Let Them All Talk
- 2021: Don’t Look Up

Fernsehfilme
- 1977: Blutiges Eis (The Deadliest Season)
- 1977: Great Performances: Secret Service
- 1978: Holocaust – Die Geschichte der Familie Weiss (Holocaust, vier Teile)
- 1979: Great Performances: Uncommon Women… and Others
- 1981: Kiss Me, Petruchio
- 1982: Alice at the Palace
- 1997: Solange es noch Hoffnung gibt (…First Do No Harm, auch ausführende Produzentin)
- 2003: Engel in Amerika (Angels in America, drei Teile)

Fernsehserien
- 1994: Die Simpsons: Bart’s Girlfriend (Gastrolle, Stimme)
- 1999: King of the Hill: A Beer Can Named Desire (Gastrolle)
- 2003: Freedom – A History of Us (Dokumentarserie)
- 2010, 2012: Web Therapy (Webserie, 5 Folgen)
- 2019: Big Little Lies (Fernsehserie, 7 Folgen)
- 2023: Extrapolations (Fernsehserie, 1 Folge)
- seit 2023: Only Murders in the Building (Fernsehserie, 9 Folgen)

Videofilme
- 1987: Rabbit Ears: The Tale of Mr. Jeremy Fisher (Kurzfilm, Erzählerin)
- 1987: Rabbit Ears: The Tale of Peter Rabbit (Kurzfilm, Erzählerin)
- 1988: The Tailor of Gloucester (Erzählerin)
- 1989: Rabbit Ears: The Fisherman and His Wife (Kurzfilm, Erzählerin)
- 2010: Higglety Pigglety Pop! or There Must Be More to Life (Kurzfilm, Stimme)